# Magma (banda)
Magma es un grupo musical francés, creador del estilo de música conocido como zeuhl, aunque también se le incluye dentro de la corriente Rock in Opposition. Fue fundado en 1969 por el compositor Christian Vander.
Con más de 50 años de trayectoria, Magma ha dejado un legado musical que desafía cualquiera de las clasificaciones estándar, operando en un reino de su propia creación. Es uno de los principales referentes de la música contemporánea actual y una de las bandas francesas más influyentes de todos los tiempos.

## Historia
Christian Vander fundó el grupo dos años después de la muerte de John Coltrane, reconocido músico estadounidense por el que sentía una profunda admiración. Considerando que era imposible tocar jazz tras su muerte, Vander inventó un propio estilo musical: el Zeuhl. 
Para la opinión general el Zeuhl está influenciado principalmente por el jazz, la música contemporánea de compositores como Igor Stravinsky o Carl Orff, y por el góspel.
El grupo desarrolla una compleja discografía de álbumes conceptuales. En un principio se centró en la historia de Kobaïa, un planeta ficticio en el que se asientan un grupo de refugiados que huyen de la Tierra. Las letras de todos los álbumes están en un lenguaje inventado por Vander, el kobaïano. El término zeuhl proviene de dicho idioma, y aunque no tiene una traducción literal, significa "celestial". También, aunque en su minoría, desarrollan letras en francés e inglés.
Magma fue la cuna de numerosos talentos musicales como Didier Lockwood, Claude Engel, Jannick Top, Bernard Paganotti, François Cahen, Teddy Lasry, Klaus Blasquiz, Benoît Widemann, Jean Pierre Fouquey, Dominique Bertram y Guy Delacroix, entre otros.

### 1960 | Orígenes y fundación de Magma
Christian Vander creció en un ambiente musical. Hijo de músicos de jazz, en los años sesenta su madre le presentó a Elvin Jones y Kenny Clarke. En plena adolescencia, el trompetista y cantante Chet Baker le regaló su primera batería, y años más tarde conoció personalmente a John Coltrane.
En 1967 Christian viajó a Italia y tocó en diversos clubes con grupos de jazz y R&B. Ese mismo año se enteró de la muerte de Coltrane y considerando que era imposible tocar jazz tras su muerte, apuntó a crear un nuevo estilo musical.
Dos años más tarde, en 1969 fundó Magma y un año más tarde en 1970 publicaron su primer álbum. Este disco titulado simplemente Magma fue incomprendido en aquella época; su lenguaje extraño (el kobaïano) y propuesta musical rozando lo teatral fuera de lo común (el zeuhl) ubicaban al grupo en una situación difícil. Sin embargo, su debut realizado en París obtuvo una buena respuesta y llamó la atención de mucha gente. Los ocho músicos fundadores, provenientes de orígenes musicales tan diversos como el jazz, música clásica, blues, rock y pop, tenían la particular puesta en común de llevar al grupo por fuera de todos los cánones tradicionales.

### 1970 | Reconocimiento internacional
En 1971 editaron su segundo álbum de estudio 1001° Centigrades, un disco conceptual que continúa y culmina la temática y las letras del trabajo anterior. El conjunto de este segundo álbum y el primero forman una suite de tres movimientos, formando así la primera trilogía del grupo titulada "Kobaia".
En 1973 Magma ganó el reconocimiento con su tercer álbum Mëkanïk Dëstruktïẁ Kömmandöh. Producido por el excéntrico empresario y mánager Giorgio Gomelsky, esta suite de gran fuerza sonora llamó la atención del mundo entero. Este álbum pertenece a una segunda trilogía del grupo, la clásica Theusz Hamtaahk, que luego se completaría con otras obras.
Mëkanïk Dëstruktïẁ Kömmandöh fue el primer disco en presentar la característica voz de Stella Vander.
En 1974 publicaron el cuarto álbum Ẁurdah Ïtah, que fue parte de la banda sonora de la película Tristan et Iseult, y este mismo año lanzaron Köhntarkösz (primer álbum de una tercera trilogía titulada "Ëmëhntëhtt-Ré") caracterizado por un sonido oscuro.
En 1976 editaron Üdü Wüdü, álbum que incluye el clásico De Futura, con una notable simbiosis entre Christian Vander y el bajista Jannik Top.
Este mismo año, el reconocido artista Alejandro Jodorowsky contactó a Christian Vander con la intención de que Magma realice parte de la banda sonora para una película. Este proyecto que finalmente no se concretó es tratado en el documental Jodorowsky's Dune.
Dos años más tarde en 1978 editaron Attahk, con el diseño de portada del pintor surrealista suizo H.R. Giger.
En la década de 1970 Magma ha sido centro de polémica en varias ocasiones para los productores y la prensa general. Christian Vander ha declarado que en sus primeros shows llegaron a cortarle los cables de los instrumentos y hasta el mismo público se veía resistido a la música. Los sellos discográficos se negaban rotundamente a trabajar con ellos al encontrarse con una propuesta tan fuera de lo común.

### 1980 | Periodo de transición
En los años ochenta Magma atravesó una transición en varios aspectos. En 1981, se registró el famoso concierto en el Bobino, recital que fue publicado en vídeo –después reeditado como DVD– y en disco por la serie AKT de Seventh Records en 1995. La formación era la siguiente: Stella Vander y Liza Deluxe (coros), Yvon Guillard (saxo), Alain Guillard (trompeta), Guy Khalifa (teclados y voz), Benoît Widemann (teclados), Jean Luc Chevalier (bajo aéreo), Dominique Bertram (bajo terrenal), Doudou Weiss (batería) y Christian Vander (batería y voz). El disco es doble y responde a la música que contiene, ya que el primero de los compactos presenta al grupo en su esencia más pura identificable con el zeuhl, mientras que el segundo propone una música más influida por el soul. También en estos años Christian Vander fundó los grupos Fusion, Christian Vander Quartet, y Offering.
En 1985 publicaron el décimo álbum del grupo: Merci. El disco es una reflexión sobre la muerte y está dedicado a John Coltrane. La obra es muy peculiar y en principio no obtuvo buenas críticas, ya que aparecen canciones pop y soul lo cual fue una sorpresa para los seguidores de Magma. Otro detalle del disco es que en ningún momento Vander tocó la batería, y solo se centró en la producción del álbum y en proporcionar su voz solista y teclados. La lista de colaboradores en este álbum es muy larga e incluye a los más recientes miembros del grupo junto a los originales que volvieron para colaborar puntualmente en la grabación. Así, junto a Vander, nos encontramos a Stella Vander, Guy Khalifa, Benoît Widemann, François Laizeau, Jean Luc Chevalier, Patrick Gauthier, Klaus Blasquiz y Michel Grailler ente otros. Toda la música fue escrita por Vander, salvo “Eliphas Levi” que lo fue por René Garber.
En 1986 Stella Vander y Christian Vander fundan su propio sello discográfico Seventh Records

### 1990 | Nuevas formaciones
En la década de 1990 Vander hizo un gran recambio de músicos. En plena eclosión del Rock alternativo la propuesta de Magma lucía fuera de lugar, sin embargo la banda continuó su trabajo pese a la fría recepción del público joven. 
En 1996 grabaron el sencillo Flöë Ëssi/Ëktah con los músicos Stella Vander, Isabelle Feuillebois y Bertrand Cardiet a las voces, James Mac Gaw a la guitarra, Emmanuel Borghi al piano, Philippe Bussonnet al bajo y Christian Vander a la batería, canto y teclados.

### 2000 | Culminación de trilogías
El undécimo álbum de Magma y primero después de 15 años, fue el disco triple en vivo Theusz Hamtaahk – Trilogie au Trianon, lanzado en 2000. Esta fue la primera ocasión en que esta trilogía se editaba de forma conjunta. Contiene Theusz Hamtaahk, Wurdah Ïtah y Mekanïk Destruktïw Kommandöh. Con este material Magma participó en festivales como el NearFest y realizó giras principalmente por Europa y Asia.
En 2003 se publicó el duodécimo álbum titulado K.A (Köhntarkösz Anteria), parte de una trilogía (al igual que Köhntarkösz de 1974). Este disco es una suite dividida en tres movimientos.
En 2004 Vander decidió reconstruir al completo una famosa composición de los años ochenta que Magma solía interpretar en vivo: Ëmëhntëhtt-Rê. Años más tarde en 2009 se publicó de forma oficial quedando así conformada la trilogía esencial de Magma: Köhntarkösz (1974), Köhntarkösz Anteria (2003) y finalmente Ëmëhntëhtt-Rê (2009) propiamente dicho.

### 2010 | 50 años de historia
En el año 2012 lanzaron «Félicité Thösz», un álbum que obtuvo una excelente recepción mundial. Según Vander, este es el álbum ideal para quienes se acercan a la música de Magma por primera vez. Contiene letras en francés (lo cual no es común en su música) y por supuesto letras cantadas en kobaïen. Con este álbum realizaron varias giras mundiales, incluyendo nuevos países en su recorrido como Chile por primera vez el año 2013, visitando Valparaíso y Santiago. Posteriormente retornan el año 2017 a Chile, Argentina, Brasil y Perú.
Para celebrar los 45 años de Magma, en 2014 produjeron una re-composición de "Rïah Sahïltaahk" (obra que originalmente forma parte del álbum 1001° centigrades de 1971).
En 2015 lanzaron el disco Slag Tanz, y en 2016 publicaron el documental "The Music of Magma".
En 2019 publicaron Zëss su último trabajo hasta la fecha, el cual fue grabado con la Orquesta Filarmónica de Praga.
En conmemoración a los 50 años de Magma, el 26 de junio de 2019 presentaron Zëss en vivo en París, Francia, esta vez junto a la Orquesta Filarmónica de París, en un mítico show que duró tres horas y media en la grande salle Pierre Boulez.

### 2020 | Eskähl
En febrero de 2020, justo un mes antes de declararse la pandemia de COVID-19 a nivel mundial, el grupo realizó una pequeña gira bajo el nombre Eskähl presentando a la nueva formación que mantiene hasta la actualidad. Fruto de esta alineación, el 7 de octubre de 2022 publicaron Kãrtëhl, el último álbum hasta la fecha.

## Concepto de los álbumes
Magma desarrolla un concepto global en su música. En su discografía se destacan tres grandes piezas fundamentales por sobre el resto:
- Kobaïa. Incluida en los 2 primeros discos de Magma, Magma (1970) y 1001º centigrades (1971), y consta de tres movimientos (1.º movimiento: La decouverte de Kobaïa; 2.º movimiento: Le voyage; 3.º movimiento: 1001º centigrades).

- Theusz Hamtaahk. Su orden de aparición fue entre los años 1972 y 1974 y comprende otros tres movimientos (1.º movimiento: Theusz Hamtaahk; 2.º movimiento: Ẁurdah Ïtah; 3.º movimiento: Mekanïk Destruktïw Kommandöh). Los movimientos 2.º y 3.º se corresponden con los álbumes homónimos de 1974, mientras que el primero sólo había sido interpretado en una sesión de estudio de la BBC en 1974. No sería grabado hasta el año 1980, apareciendo en el álbum en directo Retrospektiw (Parts I+II) (1981). Posteriormente, en el año 2001, con la celebración del 30º aniversario de Magma, se publica la trilogía completa en el álbum en directo Theusz Hamtaahk-Trilogie au Trianon.

- Ëmëhntëhtt-Ré. Su aparición fue entre los años 1975 y 1980 y es también una trilogía (1.º movimiento: Köhntarkösz Anteria; 2.º movimiento: Köhntarkösz; 3.º movimiento: Ëmëhntëhtt-Ré).

## Estilo
La música de Magma es a veces sombría y, en otros momentos, luminosa, rítmica, poderosa y rápidamente cambiante. La influencia del compositor Stravinsky y el jazz de John Coltrane y Albert Ayler puede asimilar a Magma a bandas como Soft Machine o The Mothers of Invention. De esto resulta una mezcla vanguardista a base de jazz y música contemporánea nunca antes vista. La música de Magma creó una corriente musical única en la historia de la música, a la cual pertenecen grupos como Weidorje, Paga, Eros, Eskaton, Ruins, Edier Stellaire y Xalph. También son grupos zeuhl todos aquellos en los que participó Christian Vander además de Magma: Offering, Alien Quintet, Christian Vander Trio, Christian Vander Quartet y Fusion.

## Galería

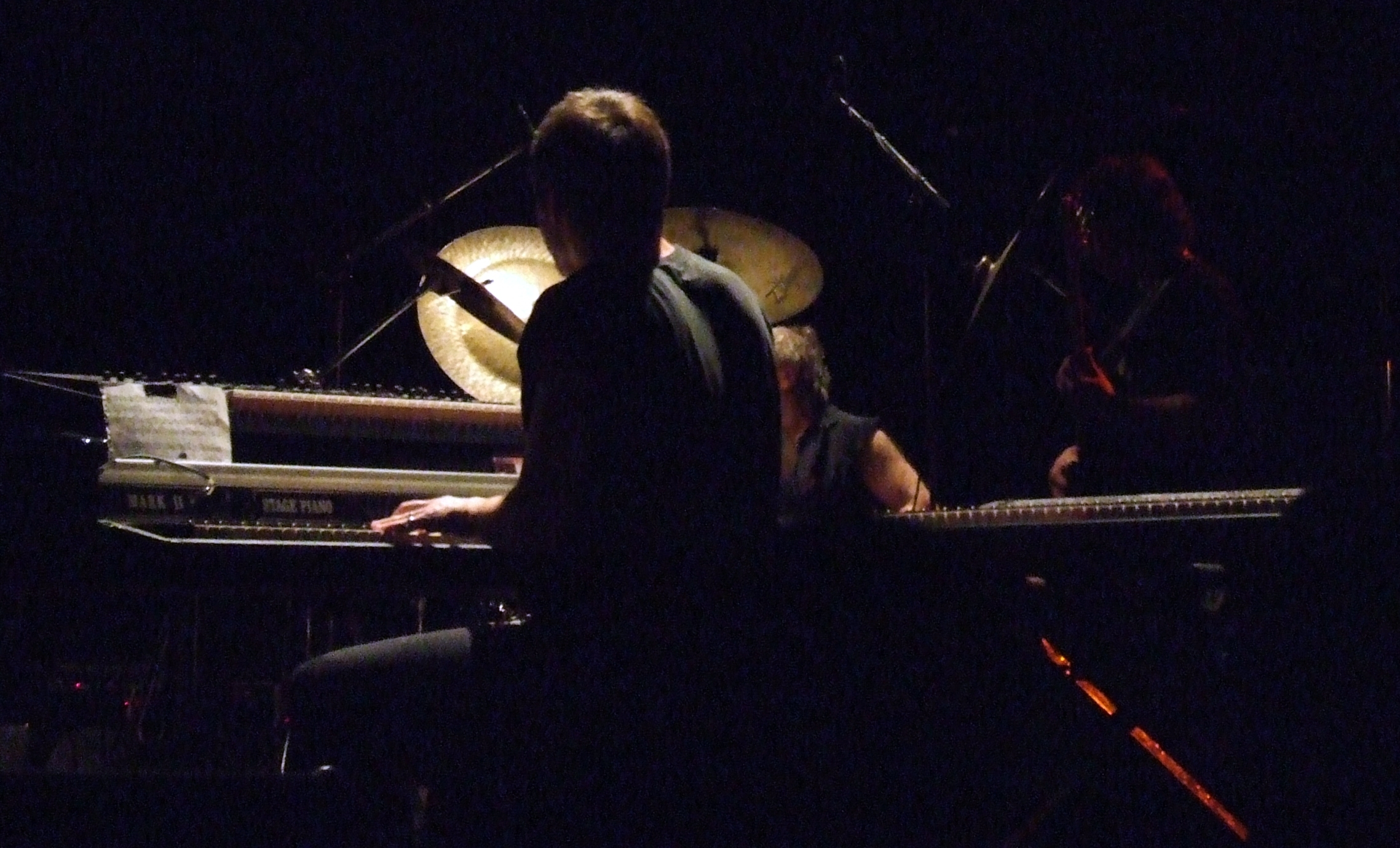
Concierto en Estrasburgo. 24/5/2007.
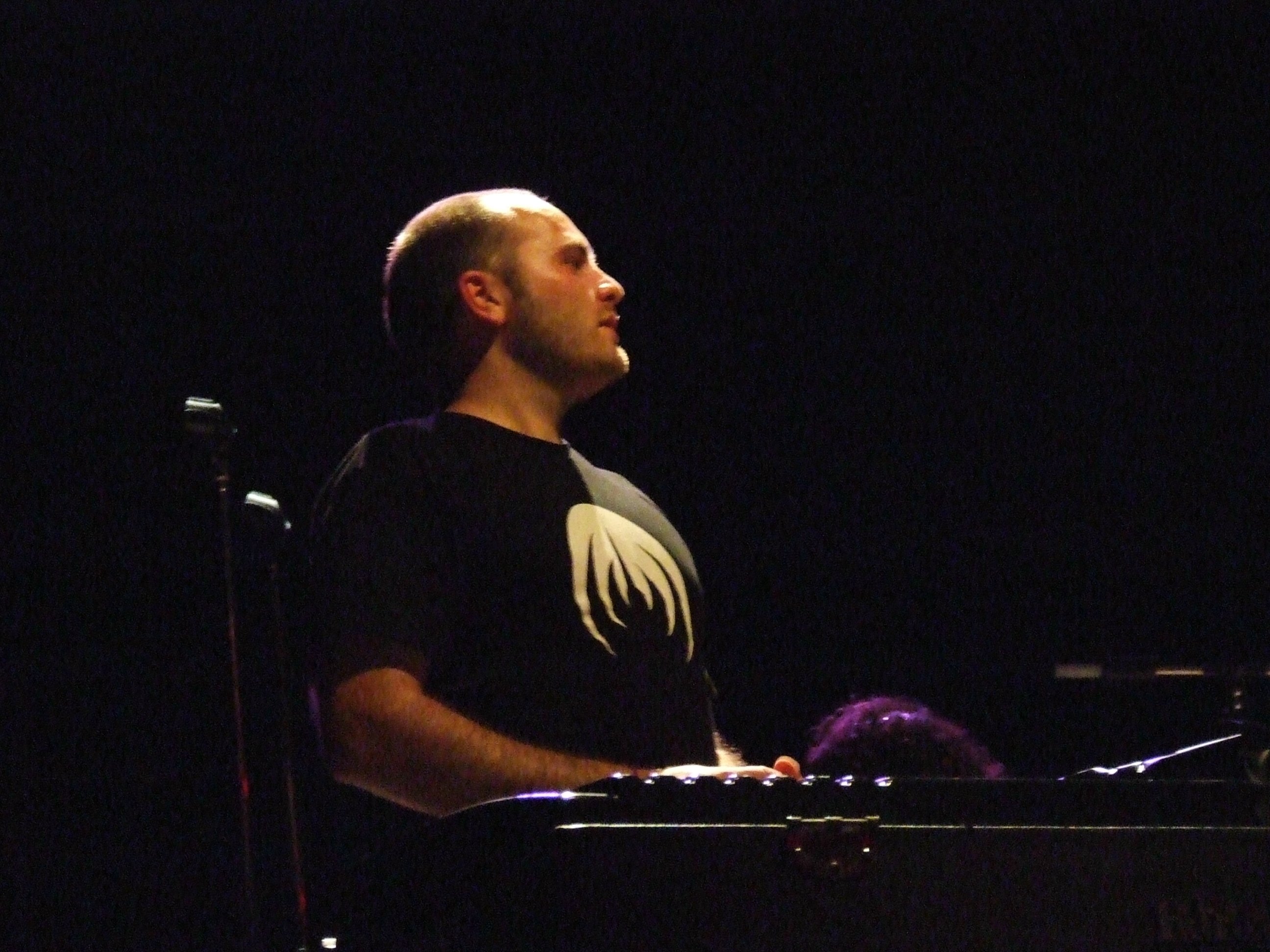
Concierto en Estrasburgo. 24/5/2007.

## Discografía

### Álbumes de estudio
- 1970: Magma (relanzado como Kobaïa)
- 1971: 1001° Centigrades
- 1973: Mëkanïk Dëstruktïẁ Kömmandöh
- 1974: Ẁurdah Ïtah
- 1974: Köhntarkösz
- 1976: Üdü Ẁüdü
- 1978: Attahk
- 1984: Merci
- 1989: Mëkanïk Kömmandöh [Versión original del M.D.K. de 1973]
- 2004: K.A. (Köhntarkösz Anteria)
- 2009: Ëmëhntëhtt-Ré
- 2012: Félicité Thösz
- 2014: Rïah Sahïltaahk
- 2015: Slag Tanz
- 2019: Zëss
- 2022: Kãrtëhl

### Otros
EP
- Floë Ëssi/Ëktah (1998)

Recopilaciones
- Simples (1971-74)
- Mythes et légendes (1985)
- Kompila (1997)

Otro material
- 1975: Live/Hhaï
- 1977: Inédits
- 1980: Retrospektïw Vol. I & II
- 1982: Retrospekïw Vol. III

Serie AKT
- Bruxelles 1971 - Théâtre 140 (1971)
- Mekanïk Kommandöh (1972)
- BBC 1974 (1974)
- Théâtre du Taur - Concert 1975 (1975)
- Opéra de Reims - Concert 1976 (1976)
- Bobino Concert - Concert 1981 (2002)
- Chrsitian Vander - Les Voyages du Christopher Colomb (1993)
- Christian Vander - Baba Yaga la Sorcière (1995)

DVD - Audiovisuales
- Magma Bobino 1981 - Concert Bobino 1981 (2000)
- Theusz Hamtaahk : Trilogie au Trianon [CD-VHS-DVD] (2000)
- Mythes et Legendes Vol. I [DVD] (2006)
- Mythes et Legendes Vol. II [DVD] (2007)
- Mythes et Legendes Vol. III [DVD] (2007)
- Mythes et Legendes Vol. IV [DVD] (2008)
- Mythes et Legendes Vol. V [DVD] (2013)
Documentales
  - The Music of Magma - Documental - (2016)

## Bandas relacionadas
Univeria Zekt
- Univeria Zekt / The Unnamables (1971)

Sons
- Sons: Vander, Top, Blasquiz y Garber; Nehneh (1973)

Utopic Sporadic Orchestra
- Utopic Sporadic Orchestra - Nancy 1975 (1975)

Vandertop
- Vandertop - Best on Tour 1976 (1976)

Offering
- Offering part I et II (1986)
- Offering part III (1990)
- Offering part IV (1991)
- Offering Afïïéh (1993)

Christian Vander
- Christian Vander: To Love (1988)
- Christian Vander - A Tous les Enfants (1995)
- Christian Vander et Simon Goubert - Welcome/Bienvenue (1996)

Christian Vander Trio
- Christian Vander Trio - Jour Aprés Jour (1990)
- Christian Vander Trio - 65! (1993)